# Pardosa dagestana
Pardosa dagestana là một loài nhện trong họ Lycosidae.
Loài này thuộc chi Pardosa. Pardosa dagestana được Jan Buchar & Konrad Thaler miêu tả năm 1998.